# Bergrotslijster
De bergrotslijster (Monticola cinclorhyncha synoniem: Monticola cinclorhynchus) is een zangvogel uit de familie Muscicapidae (Vliegenvangers).

## Verspreiding en leefgebied
Deze soort komt voor van Afghanistan tot Myanmar en zuidelijk India.